# Metzgeriales
Metzgeriales là một bộ Rêu tản. Tất cả các loài trong bộ này có một giai đoạn bào tử nhỏ và có một giai đoạn mang bào tử có thời gian sống ngắn hơn và nhỏ hơn.

### Các họ

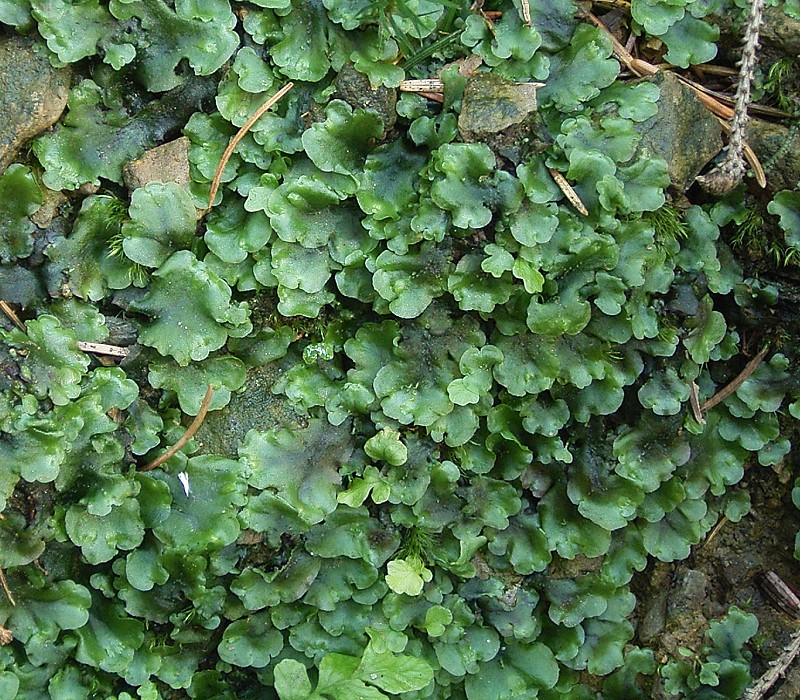
Pellia epiphylla

Bộ Metzgeriales hiện có 14 họ, gồm:
| - Allisoniaceae * - Aneuraceae - Calyculariaceae * - Fossombroniaceae * - Hymenophytaceae |  | - Makinoaceae - Metzgeriaceae - Mizutaniaceae - Moerckiaceae - Pallaviciniaceae |  | - Pelliaceae * - Petalophyllaceae * - Phyllothalliaceae - Sandeothallaceae * |